# Esfera de las cuatro almas

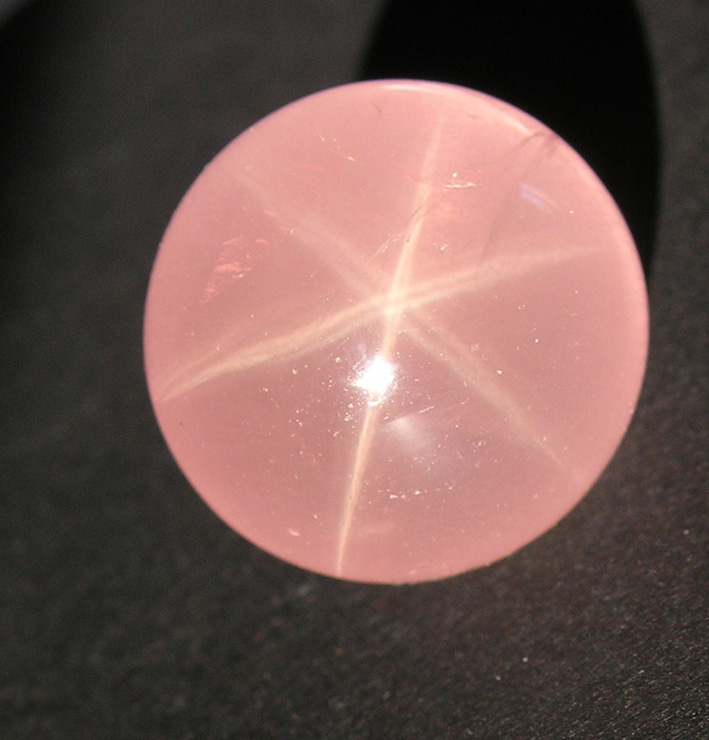
Perla de cuarzo rosada, muy similar a Shikon no Tama.

La  esfera de las cuatro almas (四魂の玉 Shikon no Tama?) es una joya mágica que pertenece a la serie de manga y anime Inuyasha.

## Apariencia
La perla es una esfera de color lila del tamaño poco más grande que una canica, la cual es sostenida en el centro por un collar, en cuya extensión posee finas láminas de un tono rosado pero más pálido en contraste con la joya. Cuando es profanada, su color cambia levemente del rosado al violeta, dependiendo de la persona que la lleve en su cuello. Si la persona tiene malas intenciones con ella, la perla se torna negra o violeta muy oscuro.

## Historia
La esfera de las cuatro almas, o Perla de Shikon, fue creada durante una batalla entre la sacerdotisa Midoriko y poderosos yōkai (Demonios). Es llamada «de las cuatro almas», justamente por estar formada por las cuatro cualidades que debe poseer el alma de una persona: Arami Tama (荒魂 Valor?), Nigimi Tama (和魂 Amistad?), Kushimi Tama (奇魂 Conocimiento?) y Sakimi Tama (幸魂 Amor?). Cuanto más equilibradas estén estas cuatro almas en una persona, mejor será ésta. Esta teoría está basada en los principios shinto de la filosofía Naobi (直霊?).Se dice que esta esfera es capaz de transformar a un semidemonio en un demonio. 
La joya fue creada como resultado de la batalla entre la gran sacerdotisa Midoriko y varios yōkai que se aprovecharon de la debilidad de un humano que deseaba a Midoriko. Tras una larga lucha, ella reunió las almas de todos los yōkai que se encontraban en el momento y los purificó, sellando a todos en la pureza de su corazón.
 Su poder espiritual era tan poderoso que se decía podía destruir o purificar a diez yōkai de una sola vez.
Luego de siete días y siete noches de lucha, Midoriko se dio cuenta de que no podría destruir a todos los demonios y antes de ser devorada por las fauces del monstruo que combatía, utilizó las últimas energías que quedaban en ella para matar a ambos y crear de esta manera la perla de Shikon, que emergió de su pecho. Dentro de la perla, su alma y las almas de los yōkai que selló, aún continúan peleando. El estado de esta batalla es influenciado por la persona que posea la perla. 
La joya es controlada por varios humanos y yōkai durante varias centurias hasta que es redescubierta por el abuelo de Sango dentro de un ciempiés. Antes del comienzo de la historia de Inuyasha, los exterminadores de demonios (taijiya) entregan la perla a Kikyō para que la custodie ya que ellos no tenían la capacidad de poder purificarla. Naraku traiciona a Kikyō engañándola (haciéndole pensar que Inuyasha, quien estaba enamorado de ella, intentaba robarle la perla) y tras el malentendido, sella a Inuyasha contra un árbol utilizando una flecha purificada. Luego de esto, pide a su pequeña hermana Kaede que queme su cuerpo junto a la perla.  
Quinientos años más tarde, la joya renace dentro de la reencarnación de Kikyō en el futuro, en el interior de Kagome Higurashi. Es así que aome rompe el sello de protección de Inuyasha, junto al árbol y cuando intenta recuperar la perla de un cuervo, le dispara y accidentalmente la quiebra en miles de fragmentos. Junto a Inuyasha, Miroku, Sango, Shippō y Kirara, deciden viajar por todo Japón en la era feudal para recuperar los fragmentos y evitar que caigan en las manos de Naraku. 
Uno de los fragmentos mantenía con vida a Kohaku, el hermano menor de Sango, quien era controlado por Naraku hasta que logró recuperar la memoria. Si el fragmento era quitado, moriría, pero la luz de Kikyo que protegía la pureza del fragmento, fue traspasada al cuerpo de Kohaku por lo que el poder de Kikyo devolvió la vida al chico. 
En el manga, y recientemente en InuYasha Kanketsu-Hen se revela que Magatsuhi o el lado oscuro de la joya (las almas de los demonios dentro de ella) son los responsables de sellar el verdadero poder espiritual de Kagome, luego la perla al verse repleta de maldad ya no puede recibir de vuelta a la «voluntad maligna» o Magatsuhi, que luego cae a manos de Sesshomaru y su espada Tenseiga. Esta joya tiene la capacidad de incrementar el poder de cualquier monstruo o persona, por lo que muchos, tanto humanos como yōkai, la ambicionan.